# Sebastian Leszczak
Sebastian Leszczak (Krakau, 20 januari 1992) is een Pools voetballer. De aanvaller komt uit voor Wisła Kraków.
Leszczak ging in zijn jeugd van Clepardia Kraków naar Wisła. Op 18 november 2008 maakte hij als invaller zijn debuut in het eerste elftal in een bekerwedstrijd tegen Piast Gliwice. In november 2009 kwam hij tot zijn eerste minuten voor Wisła in de Poolse Ekstraklasa. Vervolgens kwam hij nog twee keer als invaller binnen de lijnen.
In januari 2010 werd hij door zijn club voor een half jaar geschorst, omdat hij niet was komen opdagen bij een training en zonder toestemming in een proefwedstrijd was uitgekomen voor Polonia Bytom. Leszczak beweerde dat het contract tussen hem en Wisła Kraków per 31 december 2009 was verstreken, nadat de club en de speler in de maanden ervoor niet tot overeenstemming over een verlenging wisten te komen. Een poging van Wisła om Leszczak te verbieden om in deze periode bij een andere voetbalclub te spelen of te trainen, werd in maart 2010 door de Poolse voetbalbond ongeldig verklaard. In juni 2010 tekende Leszczak een driejarig contract bij Górnik Zabrze.